# Chicago, Chicago
Chicago, Chicago (títol original en anglès: Gaily, Gaily) és una pel·lícula estatunidenca dirigida per Norman Jewison, estrenada el 1969. Ha estat doblada al català.

## Argument
Chicago, 1910, un adolescent jove i ingenu, és acollit en una residència per la seva propietària, sense saber que es tractava d'un bordell. Aquesta el reenvia a treballar en un diari, que li obrirà els ulls al món corrupte que l'envolta.

## Repartiment
- Beau Bridges: Ben Harvey
- Melina Mercouri: Lil
- Brian Keith: Sullivan
- George Kennedy: Johanson
- Hume Cronyn: Grogan
- Margot Kidder: Adeline
- Roy Poole: Dunne
- Wilfrid Hyde-White: el Governador
- Melodie Johnson: Lilah
- John Randolph: Pare
- Harry Holcombe: estranger al tren
- Harvey Jason: Quinn

## Premis i nominacions

### Nominacions
- 1970: Oscar a la millor direcció artística per Robert F. Boyle, George B. Chan, Edward G. Boyle i Carl Biddiscombe
- 1970: Oscar al millor vestuari per Ray Aghayan
- 1970: Oscar al millor so per Robert Martin i Clem Portman